# Mauro Sarni
Maurizio Sarni detto Mauro (San Severo, 5 maggio 1964) è un culturista italiano.

## Carriera
Sarni inizia la carriera nel bodybuilding nel 1985 con il Grand Prix di Garbagnate, ottenendo il terzo posto. Nel giugno del 1986 con il Campionato Nord Italia FIACF, giunge sesto nella categoria dei mediomassimi. L'anno seguente è al terzo posto nel Campionato Lombardo, quarto nel Grand Prix di Ponte Ligure, secondo nel Grand Prix nazionale città di Piacenza. Vince il Grand Prix di Ivrea ed è sesto nel Campionato Italiano. Nel 1988 è quinto al Trofeo Sport, terzo classificato nella categoria mediomassimi.
Nel 1990 Sarni passa a competere nella Federazione NABBA, vince nel Grand Prix di Padova, primo assoluto nel Campionato Nord Italia, primo assoluto nel Campionato Italiano e vincitore assoluto nel Campionato Europeo.
Con l'approdo al professionismo, conquista il 5º posto al Campionato Europeo NABBA. Subito dopo si classifica 2º al campionato mondiale, cominciando così a gareggiare nel circuito professionistico IFBB, negli Stati Uniti.
Nel 1992 Sarni partecipa al Niagara Falls conquistando il 7º posto, quindi al Grand Prix di Chicago, con ancora un 7º posto e alla Night of Champions, dove giunge ottavo. In seguito, in breve tempo si confronta con professionisti come Bob Paris e Albert Beckles. La sua apparizione negli Stati Uniti fu una novità per fotografi e giornalisti, tanto da ricevere proposte per l'utilizzo della sua immagine. Riviste americane del settore come Flex, Muscle and fitness, Muscular development e Muscle mag si interessarono all'aspetto e alla attività professionistica di Mauro Sarni.
Nel 1993 Sarni conquista il primo posto al Grand Prix Italia. Arriva 7º al Grand Prix di Pittsburgh, 4° al Grand Prix di Chicago, vince il Niagara Falls PRO Invitational e conquista ancora un 7º posto per The night of Champions a New York. Si qualifica anche per Mr. Olympia dove ha affrontato campioni quali Dorian Yates, Kevin Levrone, Flex Wheeler, Paul Dillet, Shawn Ray, Charles Clairmonte, qualificandosi 16º.
Nel 1994 Sarni è impegnato nel tour europeo. Al Grand Prix England - IFBB si classifica 11º. Decimo posto invece per il Grand Prix of Germany - IFBB e nono per il Grand Prix of Spain - IFBB. A queste competizioni parteciparono nuovamente campioni come Kevin Levrone, Dorian Yates, Porter Cottrell, Paul Dillett, Charles Clairmonte, Sonny Schimdt.
Sarni partecipa anche nel 1995 al Niagara Falls Pro Invitational - IFBB, classificandosi 10º. Durante la Night of Champions - IFBB è 16º.
Nel 1996 Sarni si strappa il pettorale e il tensore della fascia lata ed è costretto a fermarsi.
Nel 1997 Sarni partecipa al Canada Pro Cup - IFBB, qualificandosi al 10º posto.
Nel 1998 Sarni è in gara alla IFBB Pro di San Francisco ed è diciannovesimo. Alla competizione IFBB Night of the Champions del medesimo anno giunge diciottesimo.
Nel 1999 partecipa al World Pro Championship - IFBB classificandosi 11º; questa è stata la sua ultima competizione da professionista.
Dopo il ritiro dalle competizioni, ha aperto una palestra nell'hinterland milanese, che porta il suo nome.